# Cumbe
Cumbe é um município brasileiro do estado de Sergipe. Localiza-se no leste do estado.

## História
O município de Cumbe está a 90 km da capital Aracaju, possui uma área de 129,2 km² e uma população de quase 4 mil habitantes.
Às margens do Rio Japaratuba, o município possui clima saudável e ameno, mas por estar situado entre o agreste e o semiárido sergipano sofre, às vezes, com o período da estiagem.
Até a década de 1950 foi um grande produtor de algodão e chegou a possuir três fábricas descaroçadoras, mas devido aos incentivos financeiros à pecuária, o algodão foi substituído pelo capim e pela agricultura de subsistência. Dessa maneira foi que no ano de 1953 o então povoado de Cumbe pertencente a Nossa Senhora das Dores foi elevado à condição de município.
Hoje a economia do município está centrada na agricultura de subsistência, na pecuária e no artesanato, que vem ocupando lugar de destaque na economia municipal, com bordados, biscoitos e sobretudo a reciclagem de papel.

## Geografia
Localiza-se a uma latitude 10º21'18" sul e a uma longitude 37º10'59" oeste, estando a uma altitude de 187 metros. Sua população estimada em 2004 era de 3.811 habitantes.
Possui uma área de  131,4 km².